# 1965 au Vatican
Chronologie du Vatican
- 1961
- 1962
- 1963
- 1964
- 1965
- 1966
- 1967
- 1968
- 1969

Cette page concerne les évènements survenus en 1965 au Vatican  :

## Évènement
- 9 avril : Création du conseil pontifical pour le dialogue avec les non-croyants.
- 4 octobre : Le pape Paul VI devient le premier pontife régnant à visiter l'hémisphère occidental en s'adressant à l'Assemblée générale des Nations unies.
- 28 octobre : Paul VI publie un décret, Nostra Aetate,  sur les relations de l'Église catholique avec les religions non chrétiennes.
- 8 décembre : 
  - Fin du IIe concile œcuménique du Vatican, également appelé concile Vatican II.
  - Publication de Gaudium et Spes